# Zabrze Makoszowy Kopalnia
Zabrze Makoszowy Kopalnia – kolejowa stacja towarowa w Zabrzu, w dzielnicy Makoszowy, w województwie śląskim, w Polsce. Została otwarta w 1904 roku razem z linią kolejową z Gliwic Sośnicy do Rudy Bielszowic. Stacja obsługuje Kopalnia Węgla Kamiennego Makoszowy.